# 讷廷根足球俱乐部
諾丁根足球會（德語：FC Nöttingen）是一支位於德國巴登-符腾堡州雷姆兴根讷廷根的職業足球會，目前於巴登-符腾堡足球高级联赛角逐。

## 外部連結
- Official team site（页面存档备份，存于）
- Das deutsche Fußball-Archiv（页面存档备份，存于） historical German domestic league tables （德文）
- FC Nöttingen at Weltfussball.de（页面存档备份，存于）